# Arkadiusz Skrzypaszek
Arkadiusz Skrzypaszek (* 20. dubna 1968, Osvětim) je bývalý polský moderní pětibojař. Na olympijských hrách v Barceloně roku 1992 získal zlatou medaili v individuálním závodě i v soutěži družstev (s Maciejem Czyżowiczem a Dariuszem Goździakem). Zúčastnil se už olympijských her v Soulu roku 1988 (23. místo). Je též mistrem světa z roku 1991. Ze světového šampionátu má i dvě kolektivní medaile, stříbro (1991) a bronz (1990). V roce 1991 získal také bronzovou medaili na mistrovství Polska v šermu, v soutěži družstev. V roce 1995 absolvoval Akademii tělesné výchovy v Katovicích. Začínal jako plavec, k pětiboji se dostal v sedmnácti letech. Původně byl učitelem tělocviku, po skončení sportovní kariéry - poměrně náhlém a časném, ve 25 letech - se pokusil o kariéru v šoubyznysu (měl svůj vlastní pořad v polské televizi, ve kterém soutěžily sportovní a herecké hvězdy) a v podnikání, kde ale neuspěl. Přišel přitom o životní úspory a psalo se dokonce o zapletení se s mafií. Po dvojím krachu v podnikání se stáhl z veřejného života a žije v ústraní. Byl vyznamenán Řádem znovuzrozeného Polska.